# Louis Ferdinand, Prinț al Prusiei
Louis Ferdinand, Prinț al Prusiei (Louis Ferdinand Victor Eduard Adalbert Michael Hubertus Prinz von Preußen; 9 noiembrie 1907 –  26 septembrie 1994), a fost membru al familiei Hohenzollern.

## Biografie

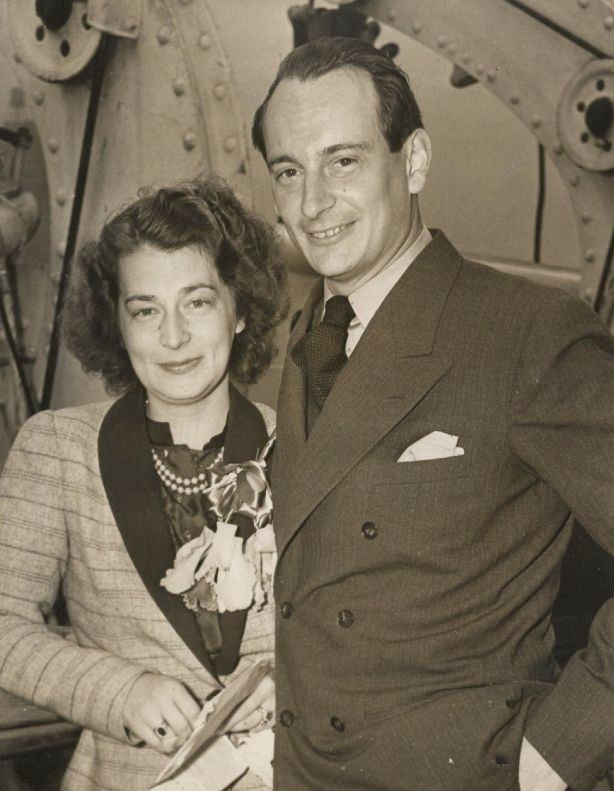
Louis Ferdinand și soția sa Kira Kirillovna în 1938.

Louis Ferdinand s-a născut la Potsdam și a fost al treilea în linia de succesiune la tronul Imperiului German, după tatăl său, Prințul Moștenitor Wilhelm, și fratele său mai mare, Prințul Wilhelm al Prusiei. Monarhia a fost abolită după revoluția germană din 1918. Când fratele mai mare a lui Louis Ferdinand a renunțat la drepturile de succesiune pentru a se căsători în 1933 cu o femeie care nu aparținea vreunei familii regale (mai târziu a fost ucis în misiune în Franța în 1940 luptând pentru armata germană). 
Louis Ferdinand a fost educat la Berlin și nu a urmat tradiția familiei de a urma o carieră militară. A călătorit mult și s-a stabilit pentru o vreme la Detroit unde s-a împrietenit cu Henry Ford și l-a cunoscut printre alții pe Franklin Delano Roosevelt. A fost foarte interesat de inginerie. Rechemat din Statele Unite după ce fratele său a renunțat la drepturile succesoriale la tron, s-a implicat în industria germană de avioane însă Hitler i-a interzis să ia parte la activități militare germane.
Louis Ferdinand s-a disociat de naziști după aceasta. El nu a fost implicat în atentatul din 20 iulie împotriva lui Hitler în 1944, dar a fost interogat de Gestapo imediat după atentat.
S-a căsătorit cu Marea Ducesă Kira Kirillovna a Rusiei în 1938 în cadrul unei ceremonii ortodoxe la Potsdam apoi, în cadrul unei ceremonii luterane la Huis ten Doorn, Olanda. Kira a fost a doua fiică a Marelui Duce Kiril Vladimirovici și a Prințesei Victoria Melita de Saxa-Coburg și Gotha. Cuplul a avut patru fii și trei fiice. Primii doi fii au renunțat la drepturile la succesiune pentru a se căsători cu oameni obișnuiți. Al treilea fiu și moștenitor, Prințul Louis Ferdinand a murit în 1977 în timpul unor manevre militare iar fiul său în vârstă de 18 ani, Prințul Georg Friedrich, a devenit moștenitor și șeful Casei de Hohenzollern după decesul lui Louis Ferdinand în 1994.